# QIMA
 (février 2024).
 (novembre 2016).
QIMA (connu jusqu’en 2018 sous le nom d’AsiaInspection) est une entreprise de contrôle qualité, qui propose des services d’audit fournisseur, de tests en laboratoire et d’inspection de produits en Asie, Afrique, Europe et Amérique du Nord et Amérique du Sud. Son siège social est basé à Hong Kong.
QIMA compte 4 000 salariés dans le monde. L’entreprise effectue des contrôles dans 85 pays pour des clients basés dans 120 pays.
QIMA est une société de service de contrôle de la qualité et de conformité des fournisseurs mondiaux. Sa mission consiste à vérifier, sécuriser, gérer et optimiser les chaînes d'approvisionnement. La société propose des inspections de produits sur les biens de consommation et des produits alimentaires, des tests en laboratoire pour certifier la conformité des produits aux normes internationales, des audits de fabrication
(selon la norme ISO 9001 et les normes C-TPAT), des audits éthiques (SA8000, Sedex) et des audits de structure des bâtiments.
QIMA est cité dans l'ouvrage Les Réseaux de la malbouffe de Géraldine Meignan sur les opérations de contrôle de la conformité des usines asiatiques aux normes sanitaires.
QIMA est régulièrement cité dans la presse française, européenne et internationale, pour ses activités de contrôle des usines en Asie qui facilitent l'importation de marchandises pour des acteurs économiques,,,,.

## Historique
L’entreprise est créée en 2005 par Sébastien Breteau, son PDG. Travaillant dans le secteur de l’import-export entre l’Asie et l’Europe, celui-ci constate que les sociétés d’audit rencontrent des difficultés pour répondre aux besoins des PME européennes en termes de réactivité et de simplicité de l’accès au service. En conséquence, il lance une plateforme web où les clients peuvent commander et recevoir des rapports d'inspection livrés dans les 48 heures.
En décembre 2018, la société a changé de nom, passant de AsiaInspection à QIMA.
En 2018, l’entreprise compte 6000 clients dans le monde et fait partie des quatre premières entreprises mondiales du secteur.
La société publie chaque trimestre un baromètre sur le contrôle de la qualité en Asie qui propose une analyse de l’impact du marché asiatique sur le commerce international et des tendances de l'industrie manufacturière de la région.
La société est membre de L'IFIA, une fédération internationale à but non lucratif qui représente les grandes entreprises dans le secteur de l’audit, de l'inspection et de la certification.

## Missions
QIMA a pour mission de contrôler la qualité et la conformité des produits fabriqués par des entreprises principalement en Chine, en Asie, en Afrique et en Amérique.
Elle contrôle également les conditions de travail et l’environnement des usines (travail illégal d’enfants, développement durable).

## Fusions et acquisitions
En 2011, l’entreprise réalise une joint-venture avec Siliker, une société de NutriSciencesMérieux . Grâce à cette opération, QIMA lance des services pour assurer le contrôle qualité des aliments.
Le 1er avril 2013, QIMA fait l'acquisition de Asia Tech QC, une société de contrôle de la qualité privée spécialisée dans l’électronique, le métal, les composants en plastique, l'assemblage, l'outillage et les produits de consommation. Le 25 juin 2013, QIMA absorbe CHB, une entreprise chinoise privée, accréditée par la CNAS et la CMA pour effectuer des tests de laboratoire.
En mai 2015, QIMA fait l’acquisition de Anseco Group, un laboratoire d'essais spécialisé dans les produits pour enfants, produits promotionnels, produits électriques et électroniques et textiles, avec deux implantations aux États-Unis et à Hong Kong.
En janvier 2017, QIMA rachète Produce Inspectors of America (PIA), une société spécialisée dans l’inspection des fruits et légumes avec une présence en Amérique du Sud et du Nord, puis en mai 2017 Goal, une société mexicaine fournissant des services d’inspections avant passage en douane,.

## Accréditations
L’entreprise est accréditée par le Service National Chinois d'accréditation (CNAS) pour l'évaluation de la conformité et autorisée par l'AQSIQ pour effectuer des inspections et des tests de laboratoires en Chine. Aux États-Unis, QIMA est accrédité par le CPSC (Commission sur la sécurité des produits de consommation), et l'ANAB (Bureau national d’accréditation). Elle est membre du groupe d’auditeurs associés de Sedex, de l'APSCA (Association des auditeurs sociaux professionnels) et du BSCI (Business Social Compliance Initiative). En France, QIMA (anciennement AsiaInspection) est un des cabinets d’audit pour l’Initiative Clause Sociale (ICS),.